# Cercanías Zaragoza
La red de Cercanías Zaragoza es un servicio de trenes interurbanos que da servicio a la ciudad de Zaragoza y a su área metropolitana, explotado por Renfe Cercanías, de la marca Renfe Operadora. Las estaciones empleadas, sin embargo, pertenecen a Adif. Está compuesta por una sola línea, la C-1. Fue inaugurada el 11 de junio de 2008 con motivo de la Exposición Internacional de Zaragoza 2008.
La red emplea tramos de las líneas ferroviarias Casetas-Bilbao, Madrid-Barcelona y Barcelona-Manresa-Zaragoza. El trazado y funcionamiento de la red de Cercanías compone, junto con las líneas de autobuses de Avanza Zaragoza y el Tranvía de Zaragoza, la red básica de transporte público de la ciudad.

## Historia

mapa de la red

La red de cercanías de Zaragoza es un proyecto de la Diputación Provincial de Zaragoza y el Gobierno de Aragón que pretende dotar a la ciudad de una red de cercanías Renfe para asegurar el transporte ferroviario en su área metropolitana. 
En un principio, se idearon dos líneas:[cita requerida]
- : Pedrola ↔ Cartuja
- C−2: María de Huerva ↔ Zuera

El 11 de junio de 2008, tres días antes de la Exposición Internacional de Zaragoza 2008, se inauguró la primera línea, , entre las estaciones de Casetas y Miraflores.
El 3 de abril de 2012 se inauguró la estación de Zaragoza-Goya, una estación intermedia soterrada en el trazado ferroviario existente y que enlaza con la línea del tranvía.
Actualmente, la segunda línea, C−2 carece de calendario específico.

## Red actual
La red se compone las siguientes líneas:
| Línea | Recorrido                     | Inauguración        | Longitud                    | Frecuencia | Estaciones       |
| ----- | ----------------------------- | ------------------- | --------------------------- | ---------- | ---------------- |
|       | Casetas ↔ Zaragoza-Miraflores | 11 de junio de 2008 | 16,6 km (38,2 km previstos) | 30-60'     | 6 (12 previstas) |

## Operación

### Horario
Los horarios de funcionamiento de los trenes de Cercanías de Zaragoza varían según franjas horarias. Dependiendo de eso, la frecuencia de paso por sentido es de 30 o 60 minutos. No obstante, desde la apertura de la estación Zaragoza-Goya, los trenes regionales se han incorporado a la oferta de la red de cercanías, lo que permite que, con el billete de cercanías, el viajero se pueda montar en uno de estos trenes siempre que sea dentro del recorrido de la línea C−1, lo que mejora las frecuencias.
El primer tren sale a las 06:10 desde la estación de Zaragoza-Delicias hacia la de Zaragoza-Miraflores y el último opera entre las estaciones de Zaragoza-Miraflores y Zaragoza-Delicias, desde las 22:49 hasta las 23:00, respectivamente.
Aquí aparece una tabla detallada con los horarios:
| sentido Casetas      | sentido Casetas   | sentido Miraflores | sentido Miraflores   |
| Salida de Miraflores | Llegada a Casetas | Salida de Casetas  | Llegada a Miraflores |
| -------------------- | ----------------- | ------------------ | -------------------- |
| 06:10                | 06:36             |                    |                      |
| 06:57                | 07:21             | 06:10*             | 06:21                |
| 07:30                | 07:52             | 07:03              | 07:25                |
| 08:31                | 08:52             | 08:01              | 08:25                |
| 08:42                | 09:09             | 09:03              | 09:27                |
| 09:41                | 10:02             | 09:45              | 10:05                |
| 10:39                | 11:01             | 10:10              | 10:32                |
| 11:41                | 12:01             | 11:12              | 11:19                |
| 12:39                | 13:01             | 12:08              | 12:29                |
| 13:00                | 13:19             | 13:10              | 13:32                |
| 14:18                | 14:45             | 14:07              | 14:29                |
| 14:39                | 15:01             | 15:10              | 15:32                |
| 15:41                | 16:05             | 16:01              | 16:20                |
| 16:09                | 16:31             | 16:12              | 16:34                |
| 16:47                | 17:09             | 17:19              | 17:43                |
| 17:32                | 17:52             | 18:15              | 18:37                |
| 18:42                | 19:04             | 18:40              | 19:00                |
| 19:12                | 19:34             | 19:09              | 19:31                |
| 20:25                | 20:45             | 20:22              | 20:46                |
| 21:00                | 21:19             | 21:12              | 21:34                |
| 22:02                | 22:24             | 22:23              | 22:44                |
| 22:49                | 23:00*            |                    |                      |

Los servicios marcados con un * representan, en el caso de las 06:10, que la salida es desde Delicias y, en el de las 23:00, que el final del servicio es en Delicias.

### Información al viajero
Todos los trenes cuentan con indicaciones por megafonía y paneles luminosos o pantallas de las estaciones por las que va pasando el tren. Estos paneles luminosos o pantallas también informan de la hora y la temperatura exterior. También disponen de avisos acústicos y luminosos de aviso de cierre de puertas.
En todas las estaciones se pueden encontrar pantallas y/o paneles informativos sobre los trenes que efectúan parada, además se realizan avisos por megafonía a la llegada de los trenes.

### Billetes

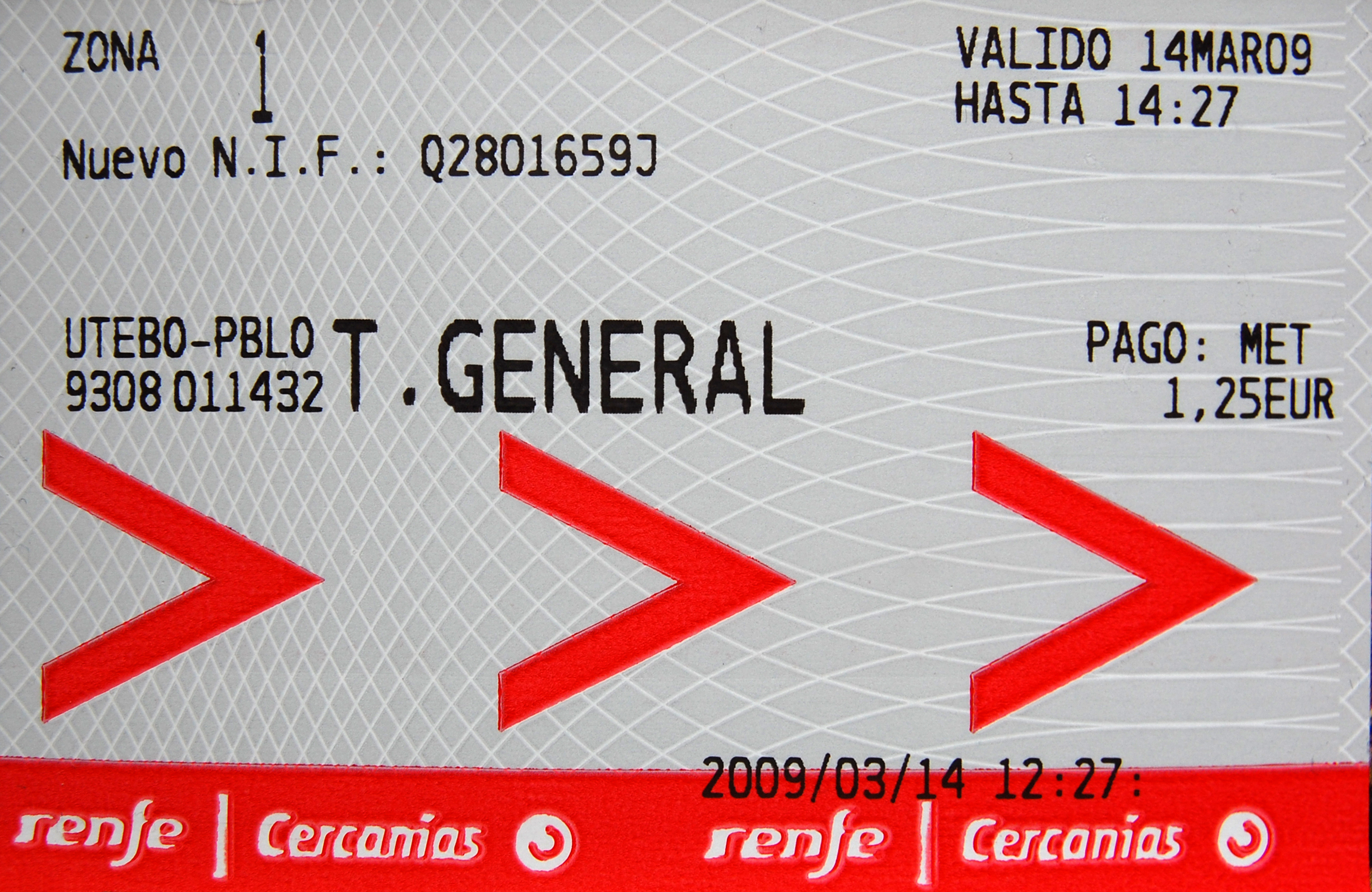
Billete sencillo de Cercanías Zaragoza desde la estación de Utebo

Cercanías no está vinculado a ningún sistema tarifario, por lo que para utilizar los trenes hacen falta billetes expedidos por Renfe. Tan solo hay una zona, por lo que no se aplican tarifas sobre la zonificación. Existen, sin embargo, varios tipos de billetes válidos en Cercanías:
| Billete                         | Descripción                                                    | Precio |
| ------------------------------- | -------------------------------------------------------------- | ------ |
| Billete sencillo                | Billete válido para viajar solo una vez                        | 1,80€  |
| Bonotren                        | 10 viajes para utilizar en un mes                              | 9,65€  |
| Abono Mensual                   | 2 viajes al día durante un mes                                 | 42,70€ |
| Abono Ilimitado                 | Viajes ilimitados durante un mes                               | 47,85€ |
| Combinado Cercanías             | Con billete AVE o Larga Distancia, billete sencillo gratuito   | 0 €    |
| Tarjeta Interbús / Tarjeta Lazo | Billete sencillo que permite correspondencia con bus y tranvía | 1,80€  |

#### Descuentos
| Descuento        | Descripción                                            | Precio  |
| ---------------- | ------------------------------------------------------ | ------- |
| Niños            | Máximo dos niños por adulto                            | 0 €     |
| Grupos           | Mismo destino y origen para 10 o más personas          | -40%    |
| Tarjeta Dorada   | Mayores de 60 años, jubilados o discapacitados         | -45%    |
| Familia Numerosa | Solo aplicables en billete sencillo bajo justificación | -20-50% |

## Frecuentación
Durante el año 2012, Cercanías Zaragoza incrementó un 44% sus viajeros respecto al 2011, gracias, sobre todo, a la apertura de la estación de Zaragoza-Goya, donde hay conexión con el Tranvía. 343.000 viajeros viajaron con título de cercanías entre Miraflores y Casetas.
Durante el año 2014, el uso del Cercanías cayó un 18% con respecto al año anterior (64.000 viajeros menos). Exceptuando la estación de Goya todas las demás sufrieron un descenso de pasajeros.
Durante el estado de alarma (marzo-junio de 2020) decretado por el gobierno de la nación a consecuencia de la pandemia de COVID-19 
| Año  | Pasajeros |
| ---- | --------- |
| 2008 | 226 000   |
| 2009 | 281 000   |
| 2010 | 252 000   |
| 2011 | 238 000   |
| 2012 | 304 000   |
| 2013 | 303 000   |
| 2014 | 292 101   |
| 2015 | 307 440   |
| 2016 | 304 863   |
| 2017 | 294 000   |
| 2018 | 275 257   |
| 2019 | 281 049   |
| 2020 |           |
| 2021 |           |
| 2022 | 271 000   |
| 2023 | 424 500   |

## Futuro

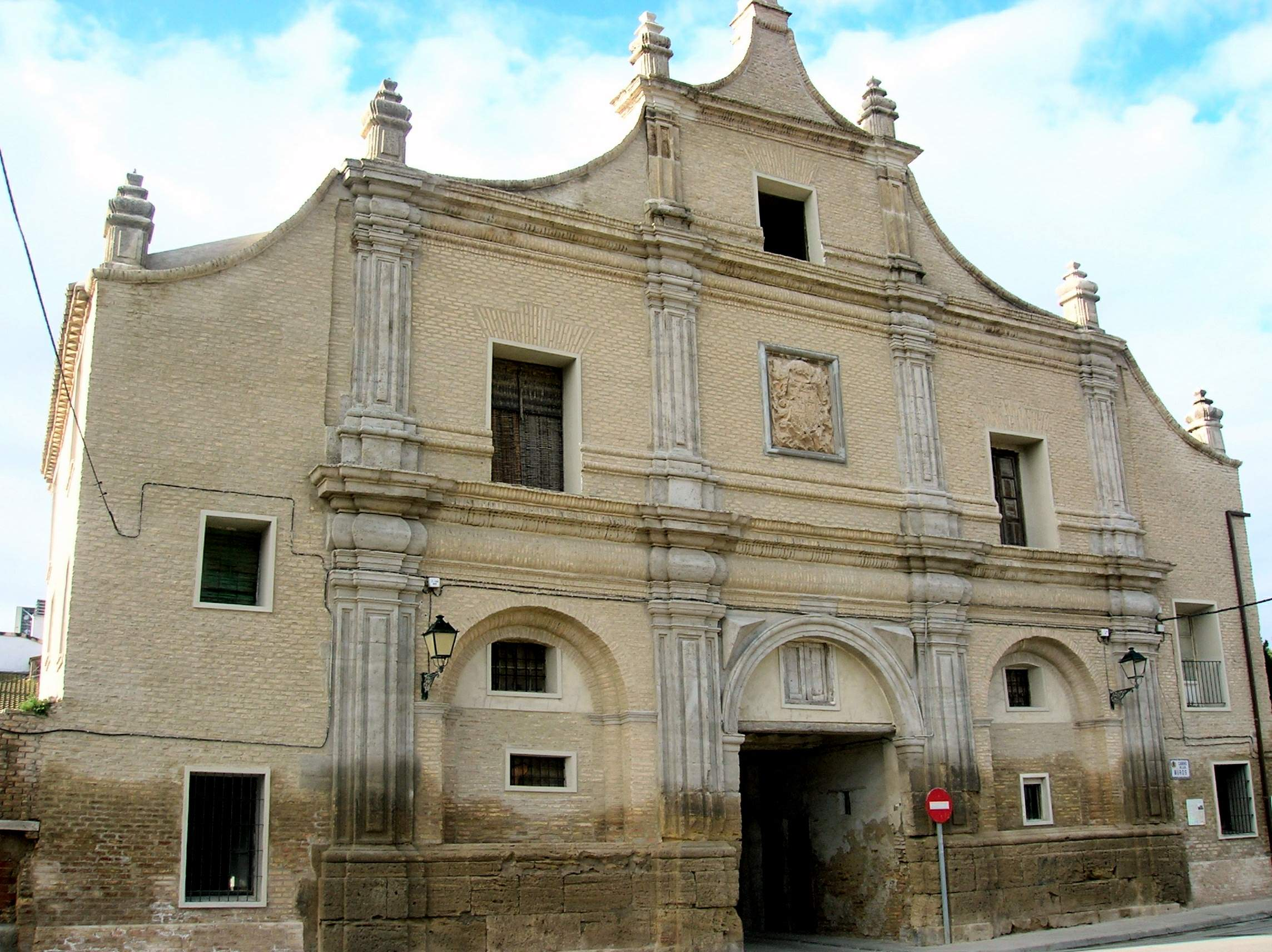
Cartuja Baja, localidad a la que se ampliará la línea

### Ampliación a La Cartuja
Tras la inauguración se planteó la ampliación de la línea  por el este hasta La Cartuja lo que no fue realizado. Los pobres resultados, con apenas un 9% de ocupación, han motivado tanto críticas por el potencial despilfarro que suponen las inversiones en la línea como peticiones de aumentar la línea por este y oeste para aumentar sus usuarios.

### LíneaC−2
El Plan Intermodal de Transportes preveía además, en caso de que la demanda lo hiciera necesario, continuar las ampliaciones y añadir una segunda línea, previendo en el horizonte 2015 dos líneas: Pedrola-Delicias-Cogullada y Zuera-María de Huerva. Para 2013, con la Crisis económica nacional y los pobres resultados de uso de la primera línea, los proyectos de una segunda línea habían sido abandonadas en la práctica y desde 2015 las Directrices Metropolitanas de Movilidad de Zaragoza recogían únicamente actuaciones considerando la línea original y las líneas regionales de Renfe.

### Línea PLAZA
En 2012 se intentó impulsar una ampliación de la red de cercanía a la Plataforma logística de Zaragoza (PLAZA), sin mucho éxito por falta de financiación. La estación de PLAZA triplicaría el uso de cercanías incrementando hasta en 3000 viajeros/día la situación actual.

## Flota
| serie     | modelo      | línea | horarios      | estado   |
| --------- | ----------- | ----- | ------------- | -------- |
| civia 463 | 1600 - 1900 |       | todo el día   | funciona |
| civia 464 | 5001 - 3004 |       | por la mañana | funciona |